# Waffenstillstand von Kötzschenbroda
Nach den militärischen Erfolgen der Schweden im Dreißigjährigen Krieg schloss der sächsische Kurfürst Johann Georg I. den Waffenstillstand von Kötzschenbroda mit dem schwedischen General Lennart Torstensson. Verhandlungsführer und Unterzeichner der sächsischen Seite waren der Geheime Rat Johann Georg Oppeln (von Oppel), der Generalwachtmeister und Obrist zu Fuß Wolff Christoph von Arnimb sowie der Obrist Hans von der Pford, für die Schweden unterzeichneten der Oberst Ludwig Sarrazin, der Oberstleutnant Johann Nerr und der Assistenz-Rat Paul Haffner. Letzterer unterzeichnete für den ursprünglich bei den ersten Verhandlungen anwesenden Generalmajor Axel Lillie, zu jener Zeit Gouverneur in Leipzig.

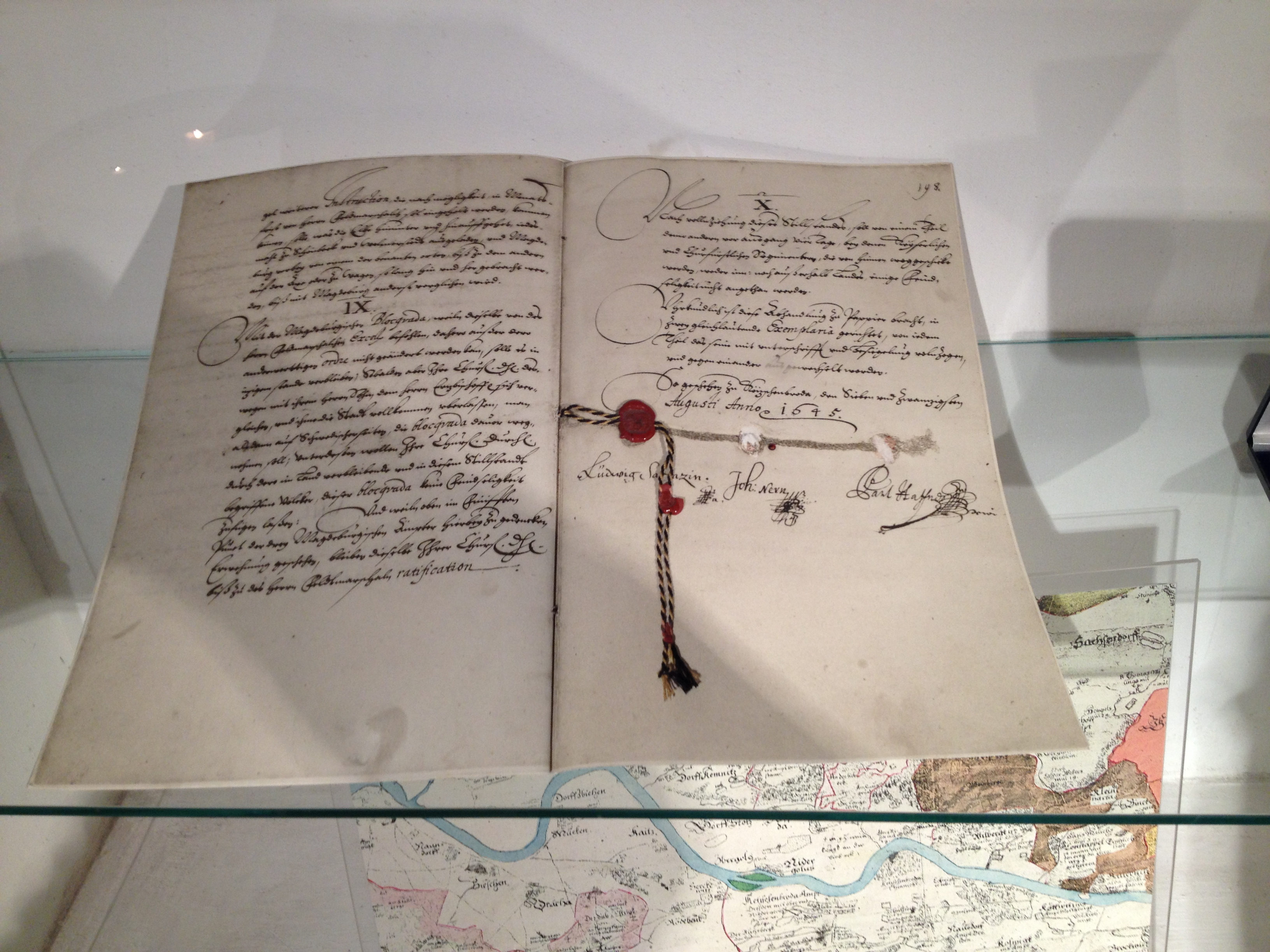
Schwedische Unterschriftenseite auf dem sächsischen Exemplar des Waffenstillstandsvertrags

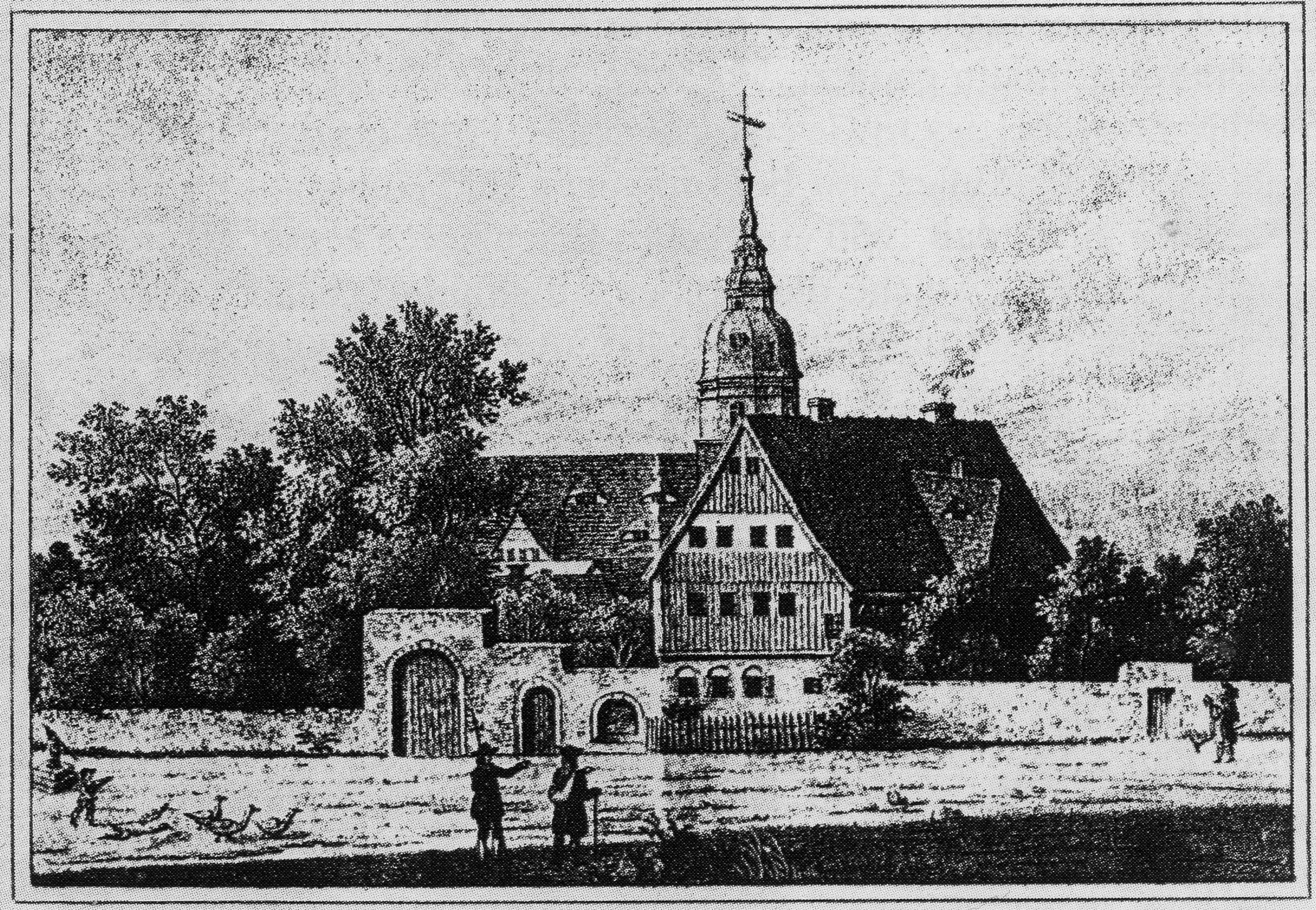
Das Pfarrgut (um 1800)

Der Waffenstillstandsvertrag wurde am 27. Augustjul. / 6. September 1645greg. im Pfarrhaus von Kötzschenbroda von deren Bevollmächtigten unterzeichnet, jeweils die eine Seite auf dem für die andere Seite vorgesehenen Exemplar. Gastgeber der gesamten Verhandlungen war der langjährige Pfarrer von Kötzschenbroda, Augustin Prescher, Teilnehmer an den Verhandlungen war der Geheime Sekretär Anton Weck, der in Kötzschenbroda Ländereien besaß.

## Bedingungen
- Das Kurfürstentum Sachsen verzichtet für sechs Monate auf jegliche Teilnahme an den Kampfhandlungen.
- Die drei sächsischen Regimenter in der kaiserlichen Armee bleiben im kaiserlichen Dienst, dürfen jedoch nicht gegen das schwedische Heer eingesetzt werden.
- Die Städte Leipzig und Torgau bleiben schwedisch besetzt.
- Das Kurfürstentum Sachsen zahlt monatliche Kontributionen von 11.000 Talern an das schwedische Heer, zuzüglich Naturalien.
- Das schwedische Heer darf ungehindert durch das Kurfürstentum Sachsen marschieren, mit Ausnahme einer drei Meilen umfassenden Neutralen Zone um Dresden.

## Auswirkungen
Kurz vor Ablauf der Waffenstillstandsdauer von sechs Monaten trafen sich die Verhandlungsparteien erneut zu Friedensverhandlungen in Eilenburg. Der nach längeren Verhandlungen am 31. März 1646 geschlossene Friede von Eilenburg war gültig bis zu einem allgemeinen Waffenstillstands- oder Friedensvertrag, der mit dem Westfälischen Frieden 1648 erzielt wurde. Kursachsen schied damit endgültig aus dem Krieg aus. Die Kontributionen wurden auf 8.000 Taler reduziert, dennoch hatte das Land unter der schwedischen Besatzung noch bis 1650 zu leiden.

## Gedenken

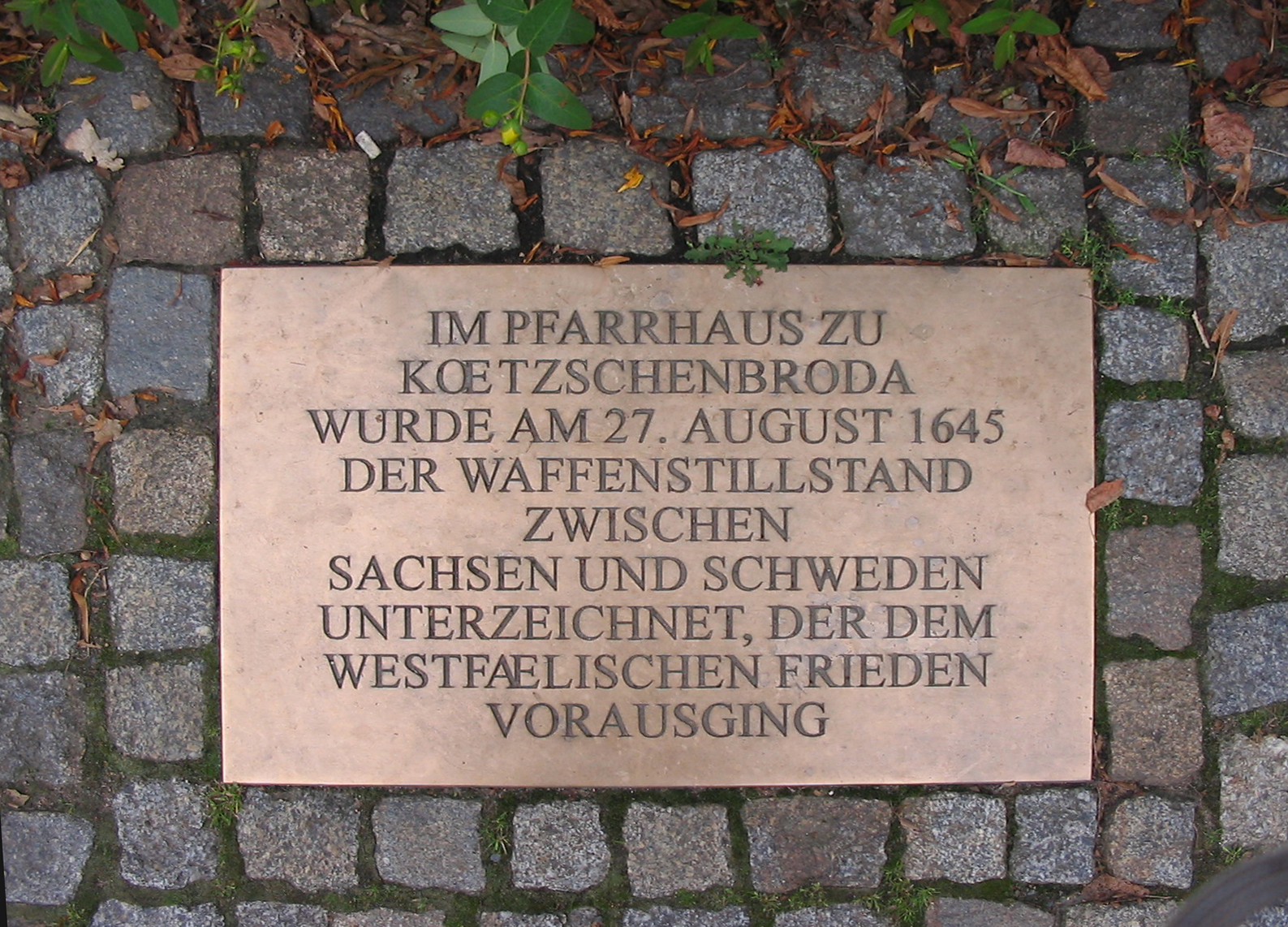
Gedenktafel

Zum 350. Friedenstag 1995 wurde vom verein für denkmalpflege und neues bauen radebeul eine Gedenktafel gestiftet, um an das Ereignis zu erinnern. Vor dem Pfarrhaus auf dem Anger in den Fußboden eingelassen, ist sie heute Bestandteil des neugestalteten Friedenskirchvorplatzes.
Am Jahrestag des Waffenstillstands, dem 27. August, wird aus Anlass dieses Friedenszeichens seit 2004 der internationale Radebeuler Couragepreis verliehen.

## Die Legende zumSchwedentisch

Auf diesem Tisch soll der Vertrag unterzeichnet worden sein. Er steht heute in der Kötzschenbrodaer Kirche

„In einer Legende wird berichtet, dass es am Tag der Unterzeichnung des Vertrages (27. August) im ganzen Pfarrhaus keinen dem Anlass entsprechenden Tisch gab. Prescher soll beim Böttchermeister Knoth, der an diesem Tag die Hochzeit seiner Tochter ausrichten wollte, einen Tisch erbeten haben. Es heißt weiter: ‚Der Brautvater übergibt unter Gebet und Danken den Tisch mit allen darauf befindlichen Festspeisen. Die Verhandelnden haben das Geschenk gerne angenommen. Der Waffenstillstandsvertrag konnte dann unterzeichnet werden.‘“
Der grobe Holztisch, auf dem der Vertrag unterschiedlichen Quellen nach „unterschrieben worden sein soll“ oder „unterschrieben worden sein könnte“, wird dem Stadtlexikon Radebeul zufolge erst 1829 erstmals erwähnt. Nach anderen Quellen soll er verloren gegangen und ersetzt worden sein.